# Philipp von Stadion und Thannhausen

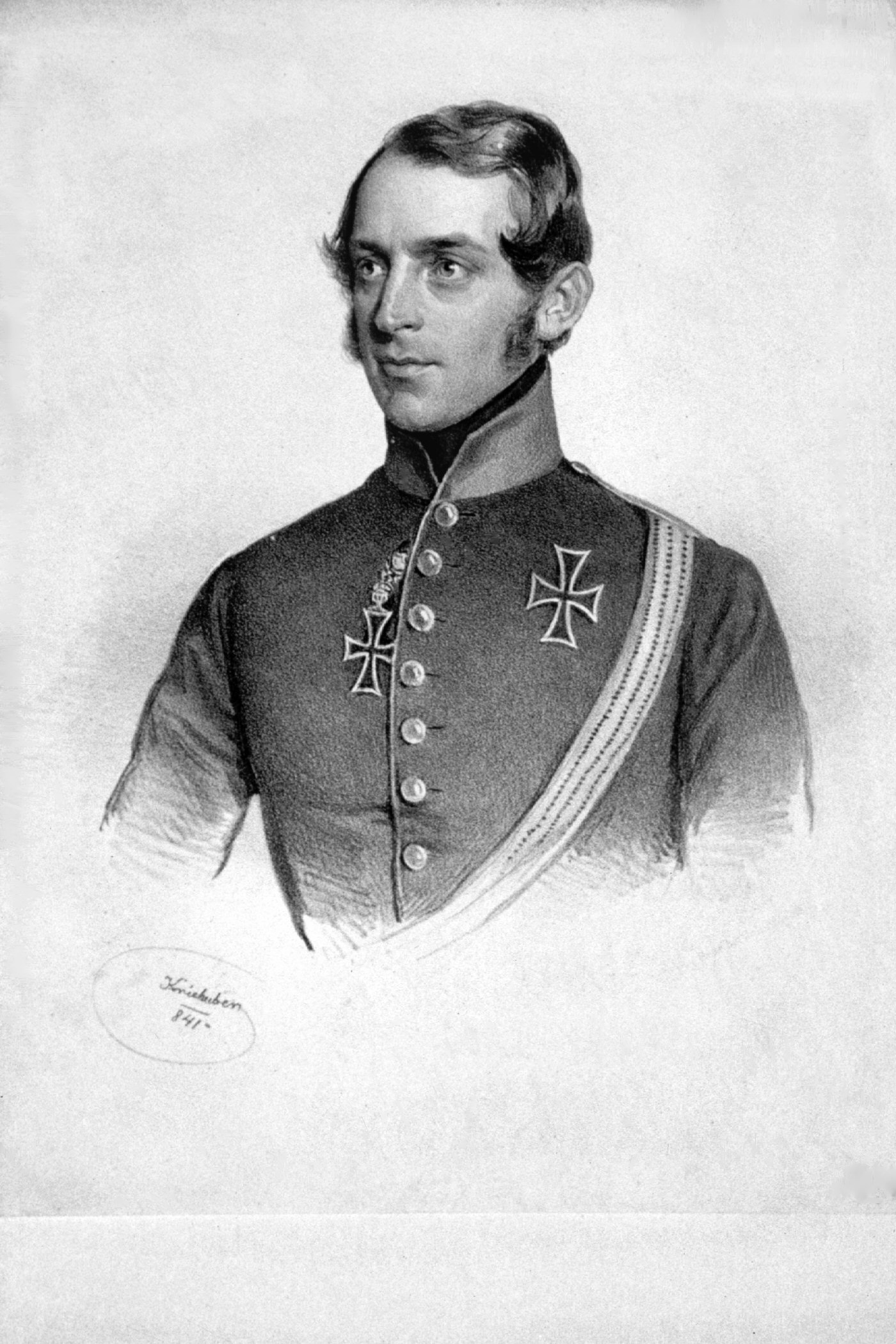
Philipp von Stadion-Thannhausen, etwa 1840

Philipp Franz Emerich Karl von Stadion und Thannhausen (* 9. Mai 1799; † 19. März 1868 in Wien) war ein österreichischer Feldmarschallleutnant und Landkomtur des Deutschen Ordens.

## Leben

### Herkunft
Er entstammte dem Geschlecht derer von Stadion und war ein Sohn des Grafen Emerich Joseph Philipp von Stadion-Thannhausen (* 14. Dezember 1766; † 11. Januar 1817) und der Charlotta Maria von der Leyen und zu Hohengeroldseck (* 4. April 1768 † 12. Januar 1832).

### Militärische Karriere
Nach frühzeitigem Heeresdienst in der bayerischen Armee trat er 1823 im Rang eines Leutnants in das kaiserliche Kürassier-Regiment Nr. 1 ein. 1830 wechselte er als Oberleutnant und Adjutant zum Infanterie-Regiment Fürst Alois Liechtenstein Nr. 12 über. Im Januar 1834 diente er in einer Eskadron des Ulanen-Regiments Nr. 1, wo er 1839 zum Major befördert wurde. Im gleichen Jahr wurde er Flügeladjutant Kaiser Ferdinand I. und stieg in dieser Position 1842 zum Oberstleutnant auf. 1845 zum Oberstkämmerer des Kaisers bestellt, wechselte er zum Schwarzenberg-Ulanen-Regiment Nr. 2, wo er zum Oberst befördert wurde. 
Im Juli 1848 übernahm er im Rahmen der Division des Erzherzog Ernst eine Streifkolonne und hatte den Auftrag, im Verein mit der Brigade des General von Hahne die Scharen von Garibaldi zu zerstreuen. Im Januar 1849 wurde er zum Generalmajor befördert und übernahm eine Brigade unter Feldmarschall Radetzky in Norditalien. Er nahm am 23. März an der Schlacht von Novara teil, wo er schwer verwundet wurde und später das Kommandeurkreuz des Leopoldordens und den Orden der Eisernen Krone II. Klasse erhielt.
Am 26. Oktober 1852 wurde er zum Feldmarschallleutnant befördert und übernahm das Kommando einer Division des VIII. Armeekorps. Im Jahr 1855 wurde er zum Kommandierenden General des V. Armeekorps und 1856 zum Geheimrat ernannt. 
Mit dem V. Korps nahm er am Feldzug von 1859 gegen die Französisch-sardische Koalition in der Lombardei teil. Zusammen mit seinem Generalstabschef Oberst Ringelsheim kämpften seine Truppen in der Einleitungsschlacht von Montebello (20. Mai), nach dem Rückzug ging er auf den Brückenkopf bei Vacarezza zurück. In der Schlacht von Solferino waren seine Truppen am 24. Juni im Zentrum konzentriert, wo sie trotz langer Standhaftigkeit den Franzosen erlagen. Kaiser Franz Joseph ehrte ihn trotzdem mit dem Orden der Eisernen Krone I. Klasse samt Kriegsdekoration. Nach dem Tod von Erzherzog Johann wurde er dessen Nachfolger als Inhaber des Dragoner-Regimentes Nr. 1, das später in 9. Kürassier-Regiment umbenannt wurde. 1863 trat er mit dem Charakter eines Generals der Kavallerie in den Ruhestand und wurde 1867 zum Komtur des Deutschen Ordens für Österreich bestellt. Er starb 1868 mit 69 Jahren in Wien und wurde auf dem Matzleinsdorfer Friedhof beigesetzt.